# Rwanda National Union of the Deaf
Rwanda National Union of the Deaf (RNUD) ist ein Behindertenverband für Gehörlose in Ruanda.

## Geschichte und Organisation
RNUD wurde 1989 gegründet und am 26. Juli 2013 als Nichtregierungsorganisation auf nationaler Ebene registriert. Die Organisation ist Gründungsmitglied des seit 17. September 2010 bestehenden Dachverbands der National Union of Disability Organizations in Rwanda (NUDOR, deutsch „Nationale Union der Behindertenorganisationen in Ruanda“). Zudem ist RNUD ein Mitglied der Umbrella of Organizations of Persons with Disabilities in the fight against HIV/AIDS and for Health Promotion (UPHLS) und des Weltverbands der Gehörlosen (WFD). Für Taubblinde wurde 2011 als Projekt der RNUD, Rwanda National Association of Deaf Women (RNADW) und Rwandan Union of the Blind (RUB) die Rwandan Organization of Persons with Deaf-Blindness (ROPDB) ins Leben gerufen und 2018 bzw. 2022 die nationale Organisation gegründet und registriert.
Die Rwanda National Union of the Deaf zählt über 4500 Mitglieder und sieben lokale Niederlassungen. Sie ist in 23 der 30 Distrikte Ruandas aktiv. Der Hauptsitz des Behindertenverbandes liegt im Sektor Kagarama des Distrikts Kicukiro in der Hauptstadt Kigali. Vorsitzender der RNUD ist Augustin Munyagenyo (Stand 2024).

## Aufgaben, Ziele und Erfolge
Die RNUD setzt sich für die Rechte von Gehörlosen in Ruanda ein, zu denen nach ihren Angaben rund 70.000 Ruander zählen. Sie fördert unter anderem die Verbreitung der ruandischen Gebärdensprache im Land durch Aufklärungsarbeit und Unterricht. Eines der Ziele der RNUD ist zu erreichen, dass die ruandische Gebärdensprache als fünfte Sprache Ruandas offiziell neben Kinyarwanda, Swahili, Französisch und Englisch gesetzlich anerkannt wird. Laut dem Weltverband der Gehörlosen sind in 60 Prozent der Länder weltweit die jeweiligen nationalen Gebärdensprachen nicht offiziell anerkannt.
2009 veröffentlichte RNUD mit Unterstützung von Voluntary Service Overseas (VSO) ein erstes Wörterbuch (Rwandan Sign Language Dictionary, kurz RSLD) in Englisch und Kinyarwanda, das 891 Gebärdenzeichen umfasste. Im November 2014 wurde in Zusammenarbeit mit dem National Council of Persons with Disabilities (NCPD) begonnen ein neues, erweitertes Wörterbuch für die Ruandische Gebärdensprache zu entwickeln. Zum Internationalen Tag der Gebärdensprache im Jahr 2023 wurden die ersten 100 Exemplare der zweiten Auflage in verschiedenen Bildungsinstitutionen Ruandas verteilt. Das neue Wörterbuch ist ebenfalls in Englisch und Kinyarwanda verfasst und umfasst etwa 2000 Gebärdenzeichen.